# كاثرين مان
كاثرين مان هي عالمة رياضيات فازت بجائزة رودين، وجائزة بيرمان، وجائزة دوزنكو، وزمالة سلون عن أبحاثها في الطوبولوجيا الهندسية ونظرية الزمر الهندسية. هي أستاذ مساعد للرياضيات في جامعة كورنيل.

## التعليم والمسار المهني
تخرجت كاثرين من جامعة تورنتو عام 2008 بدرجة البكالوريوس في الرياضيات والفلسفة. أكملت شهادة الدكتوراه في الرياضيات في جامعة شيكاغو عام 2014. وأشرف بنسون فارب على أطروحتها.
كانت كاثرين مان أستاذًا مساعدًا زائرًا، وباحثة لما بعد الدكتوراه ممولة من مؤسسة العلوم الوطنية في جامعة كاليفورنيا، بيركلي من 2014 إلى 2016، وكانت أيضاً باحثة ما بعد الدكتوراه في معهد أبحاث العلوم الرياضية في عام 2015، وأستاذ زائر في جامعة بيير وماري كوري في عام 2016، أستاذ مساعد للرياضيات في جامعة براون من 2017 إلى 2019. وانتقلت إلى جامعة كورنيل كأستاذ مساعد في عام 2019.

## البحث العلمي
تضمنت أبحاث كاثرين تناظر المتعدد الشُعب. وحققت كاثرين تقدماً ملحوظاً في المسألة التي طرحها إتيني جيس: عندما تكون التناظرات في متعدد شُعب واحد تعمل بشكل غير بديهي على متعدد شُعب ثان، هل يجب أن يكون للمتعدد الشُعب الأول أبعاد أصغر أو مساوية للثاني؟
كما درست صلابة مجموعات تناظرات الأسطح.

## التكريم
في عام 2016، فازت كاثرين بجائزة ماري إلين رودين عن «عملها العميق والشامل في مجموعات التشعب المتماثل». ومنحتها جمعية المرأة للرياضيات جائزة جوان وجوزيف بيرمان البحثية في الطوبولوجيا والهندسة لعام 2019، عن «الإكتشافات الرئيسية في نظرية ديناميكيات الإجراءات الجماعية على المتعددات الشعب». في عام 2019 أيضًا، مُنحت كاثرين جائزة دوزنكو.
كما تم تمويل كاثرين مان من قبل مؤسسة العلوم الوطنية  وزمالة سلون للأبحاث.

## منشورات مختارة
- Mann, Kathryn (2015), "Homomorphisms between diffeomorphism groups", Ergodic Theory and Dynamical Systems, 35 (1): 192–214
- Mann, Kathryn (2015), "Spaces of surface group representations", Inventiones Mathematicae, 201 (2): 669–710

## وصلات خارجية
- صفحتها الرئيسية
- منشورات وأبحاث كاثرين مان على جوجل